# Prabuty
Prabutyⓘ (em alemão: Riesenburg) é uma cidade localizada no norte da Polônia. Pertence à voivodia da Pomerânia, no condado de Kwidzyn. É a sede da comuna urbano-rural de Prabuty. De 1975 a 1998, a cidade foi administrativamente parte da voivodia de Elbląg.
Estende-se por uma área de 7,3 km², com 8 053 habitantes, segundo o censo de 31 de dezembro de 2024, com uma densidade populacional de 1 105 hab./km².
As indústrias de madeira, materiais de construção e maquinário elétrico se desenvolveram aqui. Prabuty também é uma estação de entroncamento ferroviário localizada na linha Varsóvia — Gdynia.

## Localização
Prabuty está localizada na área da antiga Pomesânia, na histórica Alta Prússia, bem como na região de Powiśle.
Segundo a regionalização físico-geográfica da Polônia, a cidade está localizada na fronteira da região dos lagos Łasiński e da região dos lagos Dzierzgońsko-Morąskie, que fazem parte da macrorregião da região dos lagos Iława.
O rio Liwa atravessa a cidade.

## Toponímia
O nome alemão Riesenburg deriva de uma combinação do nome da região prussiana Resja/Rezja com o segmento Burg — “castelo”. A etimologia popular deriva o nome da cidade da palavra alemã Riese — “gigante” e Burg — “castelo”, explicando o termo Riesenburg como “castelo do gigante” (daí o gigante com uma maça colocado no brasão da cidade).
As fontes fornecem os seguintes nomes de lugares: Resin, Rysenburg (1233), Resia (1250), Prebutyn (1258), Resemburg (1265), plebano de Resya (1286), Rysen (1326), castro Resinburg (1326), civitas Resinburg (1330), Risenburgk (1342), Resitten (1411), Resenburg (1454, 1466), Prabuth, Prabuti, Preybuth, Prabutas, Preibutas.
O antigo nome pessoal polonês Preybuth surgiu no século XV. No mapa manuscrito de Sędziwoj de Czechło está Prabuth castrum et civitas. Depois, há registros de Prabuth alias Resenburg (1454, 1466) e Prabuti, o que pode implicar a equivalência de ambos os nomes.
Stanisław Rospond acreditava, com base no antigo nome prussiano Preybutten ou Prebutyn (1258) da península de Sambia, que o termo era derivado do nome lituano Preibutas ou do prussiano peri (“em”) e buttan (“casa”). Ele acreditava que Prabutas prussiano significava “local de residência permanente”. Desde o século XIX, o nome polonês Prabuty se estabeleceu. Não há dúvida de que tanto o nome polonês quanto o alemão estão associados aos habitantes originais dessa terra — os prussianos.
O nome atual foi aprovado administrativamente em 7 de maio de 1946.

## História

### Linha do tempo

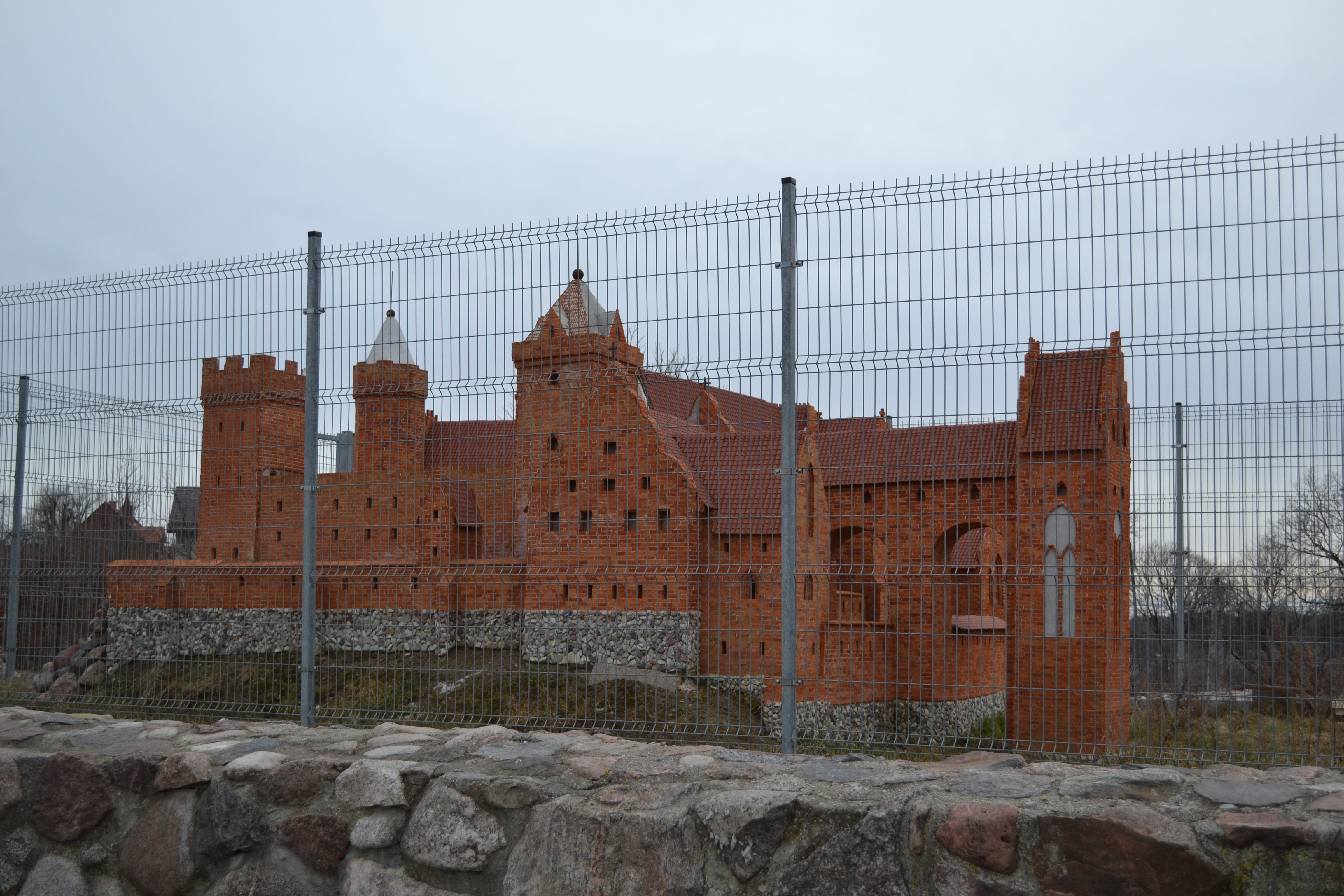
Maquete do Castelo dos Bispos pomesanos em Prabuty

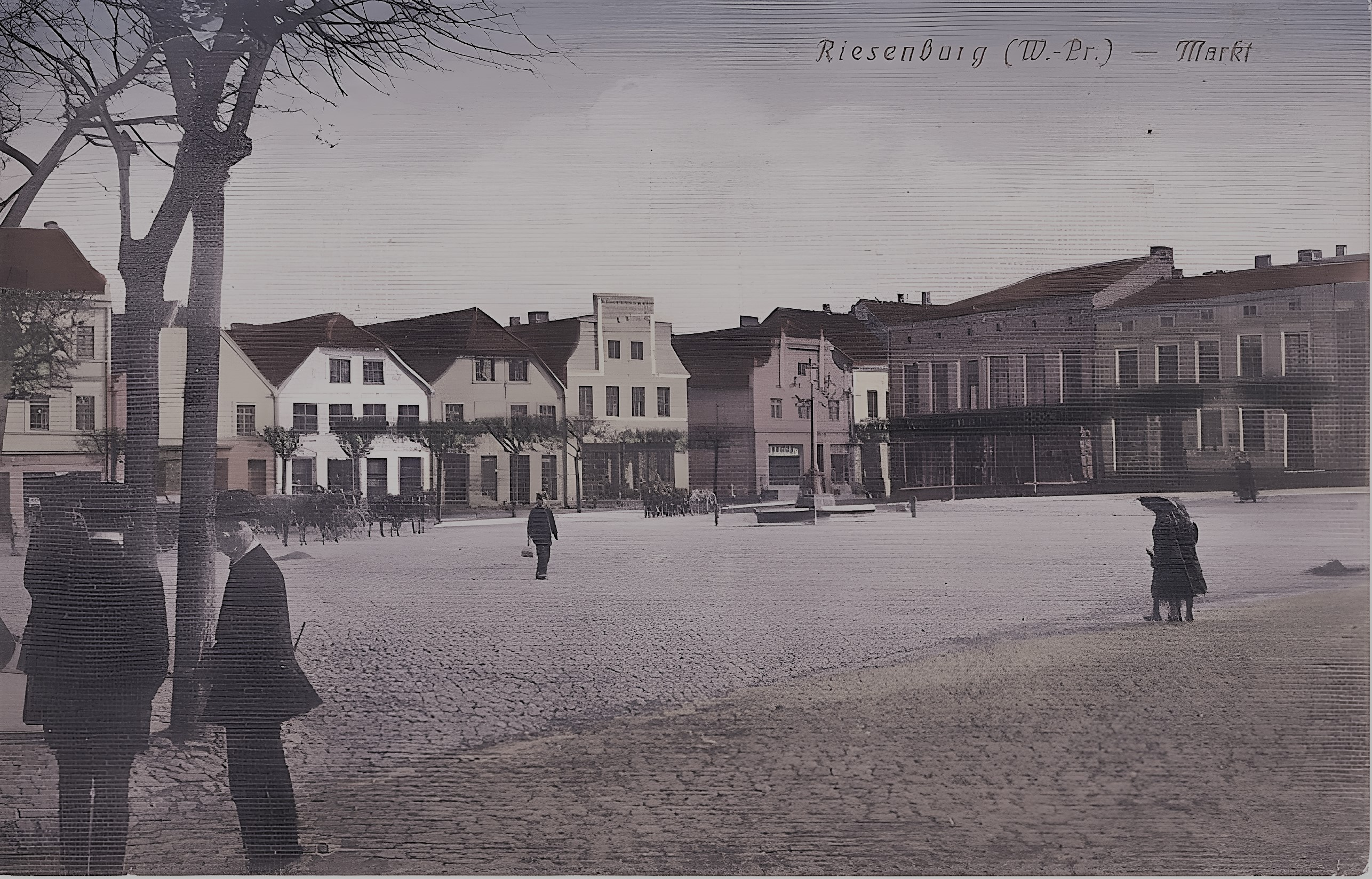
Praça principal de Prabuty durante o período das partições

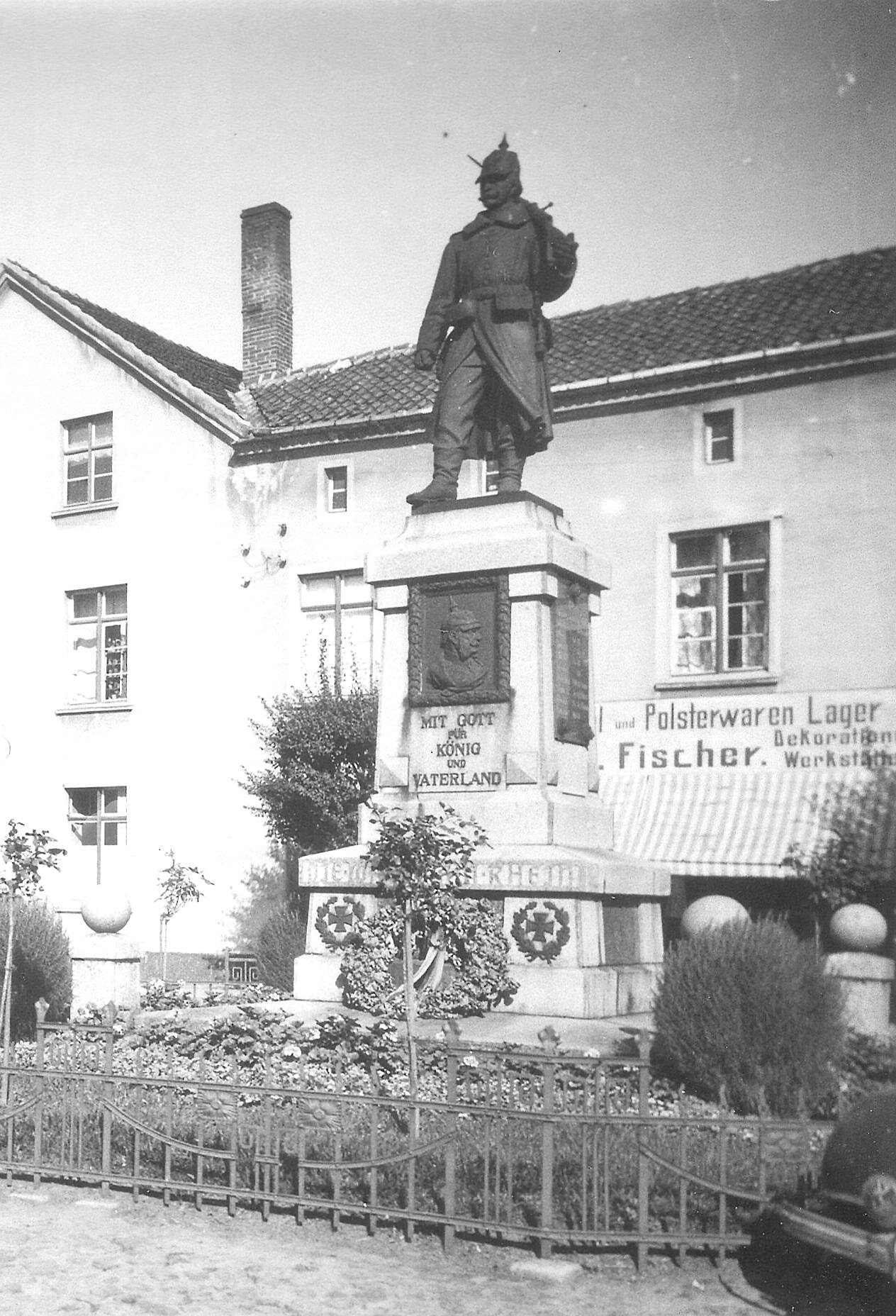
Estátua do Imperador Guilherme I na praça principal de Prabuty, foto do século XIX

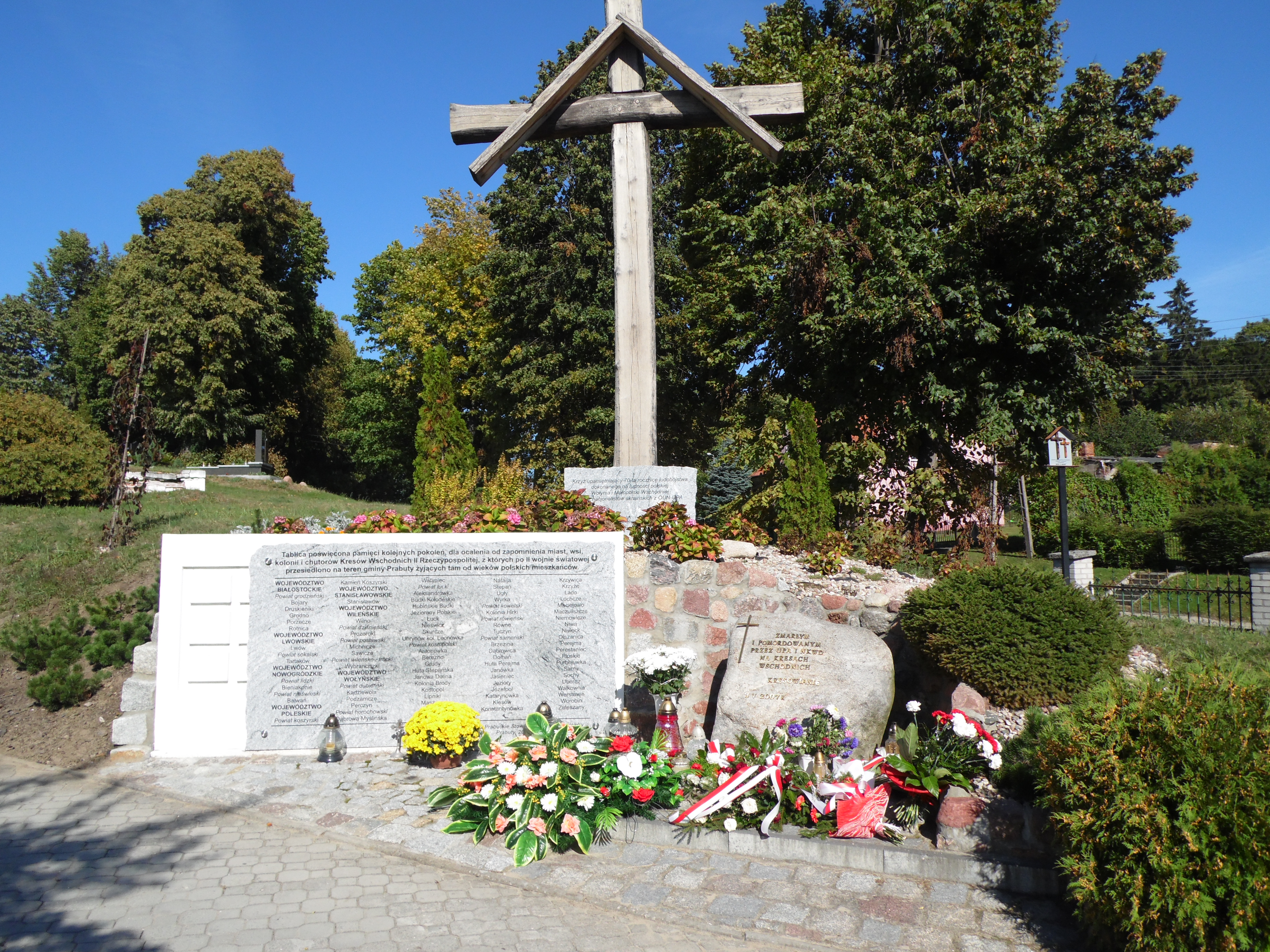
Monumento aos poloneses das Terras Fronteiriças em Prabuty

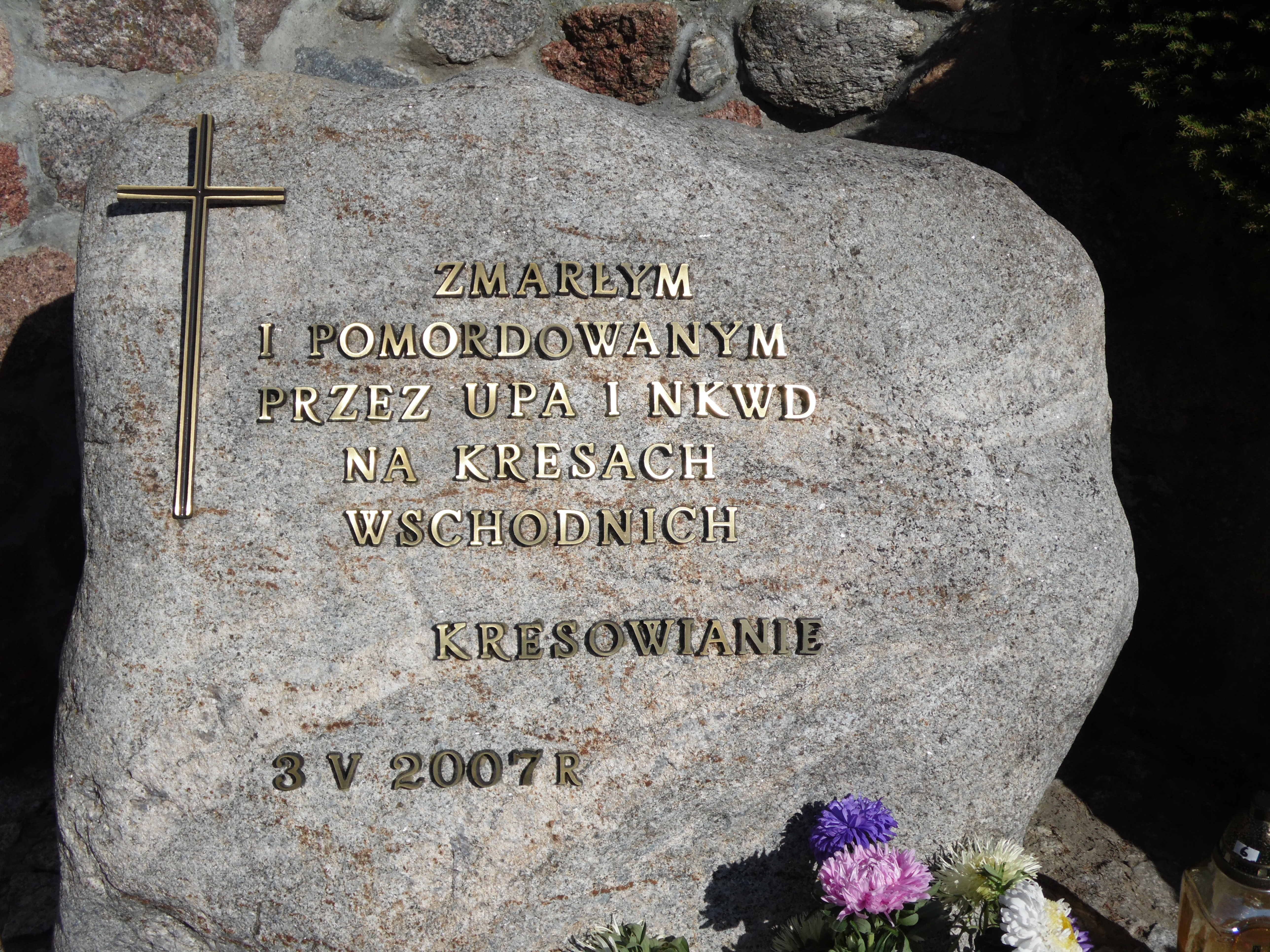
Monumento em homenagem aos poloneses assassinados pelo Exército Insurreto Ucraniano e pelo NKVD nas fronteiras orientais

- 1233–1283 — conquista do território prussiano pela Ordem Teutônica
- 1236 — primeira menção histórica da fortaleza prussiana de Resin ou Reizija no lago Liwieniec, destruída pelo exército teutônico sob o comando do Marquês Henrique, o Magnífico, de Meissen.[10][8] Um castelo de madeira é erguido em seu lugar.
- 1250 — fundação da diocese da Pomesânia
- 1255 — Prabuty, juntamente com as áreas circundantes, fica sob a autoridade secular do bispo pomesano.
- 1267–1277 — construção de um castelo de tijolos. Um assentamento se desenvolve perto do castelo, que pode ter recebido direitos de cidade já antes de 1285, ou melhor, certamente entre 1305 e 1321 (o primeiro privilégio de fundação da cidade não sobreviveu)[8]
- 1310–1330 — construção da catedral.
- 1330 — renovação do foral da cidade conforme a lei de Chełmno. Nesse mesmo ano, começa a construção da prefeitura.
- 1342–1345 — início da construção da sinagoga, que permanece em atividade até 1853.
- 1375 — ocorre um incêndio que consome metade da cidade.
- 1378–1402 — construção da capela do castelo da Santíssima Virgem Maria.
- 1381 — o duque lituano Świdrygiełło faz uma parada em Prabuty a caminho de Roma.
- 1404 — é fundada uma escola no castelo, mais tarde uma escola municipal.
- 1414 — o rei Ladislau II Jagelão da Polônia fica na cidade.
- 1450 — a cidade se une à Confederação Prussiana. Um ano depois, o bispo pomesano Caspar expulsa os partidários dessa organização de Prabuty.
- 1458 — durante a Guerra dos Treze Anos, uma trégua polaco-teutônica é assinada em Prabuty.
- 1466 — em virtude do Tratado de Paz de Toruń, Prabuty permanece sob o domínio dos bispos pomesanos.
- 1501–1525 — Prabuty se torna a sede da diocese da Pomesânia[11]
- 1525 — a diocese da Pomesânia deixa de existir. A cidade se torna a sede do estarosta ducal[12]
- 1628 — os delegados poloneses para as negociações com os suecos hospedam-se no castelo de Prabuty
- 1688, 1722, 1788 e 1868 — incêndios na cidade. A chamada igreja polonesa e a prefeitura (em 1868) foram incendiadas e demolidas[8]
- 1709–1710 — durante uma epidemia de peste, 933 pessoas pereceram na cidade, ou seja, metade da população
- 1726–1753 — construção de um sistema municipal de abastecimento de água
- 1758–1762 — a cidade se torna a sede do quartel-general militar russo
- 1807 — o exército de Napoleão Bonaparte passa por Prabuty
- 1876 — a cidade ganha uma conexão ferroviária com Malbork e Iława e, em 1899, com Jabłonowo Pomorskie.
- 1914–1918 — durante a Primeira Guerra Mundial, a força de guerra de Hindenburg fica estacionada na cidade[13]
- 1922 — uma fonte é construída no local da prefeitura
- 1928–1932 — construção de um hospital psiquiátrico com dois mil leitos. Em 1939, o hospital foi fechado. Os pacientes em estado mais grave foram assassinados, e os pacientes mais leves foram transferidos para o hospital em Starogard Gdański, onde a maioria deles também foi assassinada[14]
- 1939 — criação de um campo de trânsito para oficiais, para o qual o major Henryk Sucharski e outros oficiais de Westerplatte são enviados em 4 de outubro daquele ano
- 1945 — as tropas soviéticas destroem cerca de 60% da cidade.[15] Os habitantes alemães da cidade são expulsos. Eles são substituídos por poloneses expatriados das fronteiras orientais, principalmente da Volínia[16]
- 1946 — a cidade é incorporada à recém-criada voivodia de Olsztyn, na Polônia do pós-guerra, com o nome de Prabuty. No local de um hospital psiquiátrico, é fundado o Sanatório Estadual Contra a Tuberculose[14]
- 1947 — é inaugurado o sistema de abastecimento de água e, em 1956, uma linha de transmissão de gás
- Década de 1970 — instalam-se novas fábricas e cooperativas em Prabuty, tais como: ZHO Hydroster, Cooperativa de Inwalidów “Świt”, Cooperativa de * Vestuário “Delta”, Cooperativa de Trabalho “Tęcza”, Cooperativa Comunal “Samopomoc Chłopska” e fábricas que servem à agricultura (PGRs). Um grande complexo hospitalar também está em operação. Novos distritos e conjuntos habitacionais são construídos[10]
- 1978 — o Memorial de Xadrez Major Henryk Sucharski é disputado em Prabuty[17]
- 1980–1982 — o padre Jan Oleksy realiza a reconstrução da cocatedral. Em 1983, o Capítulo Colegiado Pomesano é criado na cocatedral[18]
- 2014 — fundada a Associação dos poloneses das Terras Fronteiriças em Prabuty, com Andrzej Mosiejczyk como presidente. Desde 2009. A associação organiza conferências anuais de ciência popular em Prabuty, chamadas “Świat Kresów” (O mundo das fronteiras), e desde 2015, promove passeios de bicicleta “Em memória dos poloneses das Terras Fronteiriças”.[19][20][21] Por sua vez, a partir de 2022, acontecem torneios de xadrez “Em memória dos poloneses das Terras Fronteiriças”.[22] Também organiza viagens para as Terras Fronteiriças.[23]

## Demografia
Conforme os dados do Escritório Central de Estatística da Polônia (GUS) de 31 de dezembro de 2024, Prabuty é uma cidade pequena com uma população de 8 053 habitantes (26.º lugar na voivodia da Pomerânia e 448.º na Polônia), tem uma área de 7,3 km² (29.º lugar na voivodia da Pomerânia e 750.º lugar na Polônia) e uma densidade populacional de 1 105 hab./km² (22.º lugar na voivodia da Pomerânia e 264.º lugar na Polônia). Entre 2002–2024, o número de habitantes diminuiu 2,6%.
Os habitantes de Prabuty constituem cerca de 10,07% da população do condado de Kwidzyn, constituindo 0,34% da população da voivodia da Pomerânia.
| Descrição                         | Total      | Total   | Mulheres   | Mulheres | Homens     | Homens  |
| --------------------------------- | ---------- | ------- | ---------- | -------- | ---------- | ------- |
| unidade                           | habitantes | %       | habitantes | %        | habitantes | %       |
| população                         | 8 053      | 100     | 4 088      | 50,8     | 3 965      | 49,2    |
| área                              | 7,3 km²    | 7,3 km² | 7,3 km²    | 7,3 km²  | 7,3 km²    | 7,3 km² |
| densidade populacional (hab./km²) | 1 105      | 1 105   | 561,3      | 561,3    | 543,7      | 543,7   |

## Monumentos históricos
- Catedral gótica de Santo Adalberto, da virada dos séculos XIV e XV (reconstruída posteriormente), incendiada em 1945 pelos soviéticos, permaneceu em ruínas e reconstruída em 1980–1983;
- Praça de mercado (rua do Mercado, rua Kraszewskiego, rua Bolesława Prusa, rua Reja);
- Igreja gótica, chamada “polonesa”, do século XIV;
- Portão gótico de Kwidzyn (século XIV);
- Restos das muralhas da cidade do século XIV;
- Igreja neogótica de Santo André, de 1878;
- Fonte Roland — construída em 1900 por Franz Schwechten, originalmente no centro de Berlim, transferida para Prabuty em 1929; decorada por leões, a fonte é coroada por uma estátua do cavaleiro Roland, restaurada em seu lugar em 2011;
- Fundações do castelo gótico do bispo dos anos 1267–1277. Na colina das ruínas, há um modelo que mostra a reconstrução do castelo, a cocatedral do capítulo pomesano, os portões da cidade e as reconstruções da prefeitura e do mercado;
- Sistema de abastecimento de água da cidade histórica de 1728–1732;
- Casa do vigário de 1910;
- Agência de correios neogótica de 1893 a 1896;
- Casas residenciais: ruas Długa, Zamkowa, Kopernika, Warszawska, Wojska Polskiego, Władysława Jagiełły, Ogrodowa, Barczewskiego, Daszyńskiego;
- Prédios públicos;
- Edifícios agrícolas dos séculos XVIII, XIX e da primeira metade do século XX;
- Parque da cidade (mausoléu, monumento a Heinrich Wiebe);
- Banco dos namorados (rua Grunwaldzka);
- Hospital especializado (rua Kuracyjna);
- Estação ferroviária (rua Daszyńskiego);
- Usina de açúcar (rua Daszyńskiego);
- Prefeitura;
- Capela (rua Polna);
- Restos de uma escola de gramática (rua Polna);
- Estátua da Virgem Maria (rua Warszawska);
- Capela (rua Kuracyjna);
- Corpo de bombeiros (rua Reymonta);
- Fundações das muralhas da cidade (rua Malborska);
- Mansão Karol (rua Obrońców Westerplatte);
- Porões e corredores preservados na área da “Cidade Velha”.

Monumentos selecionados da cidade
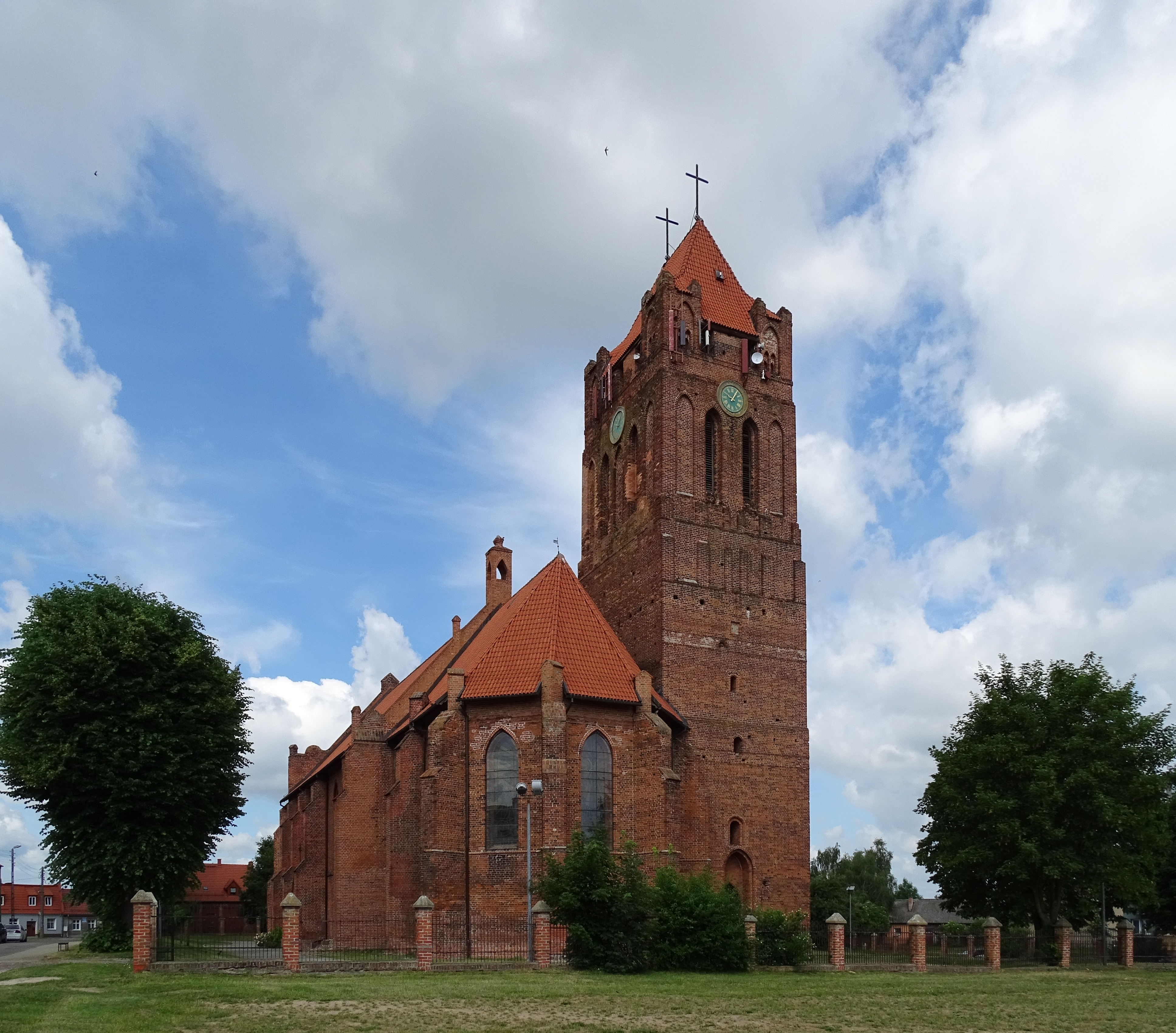
Cocatedral de Santo Adalberto
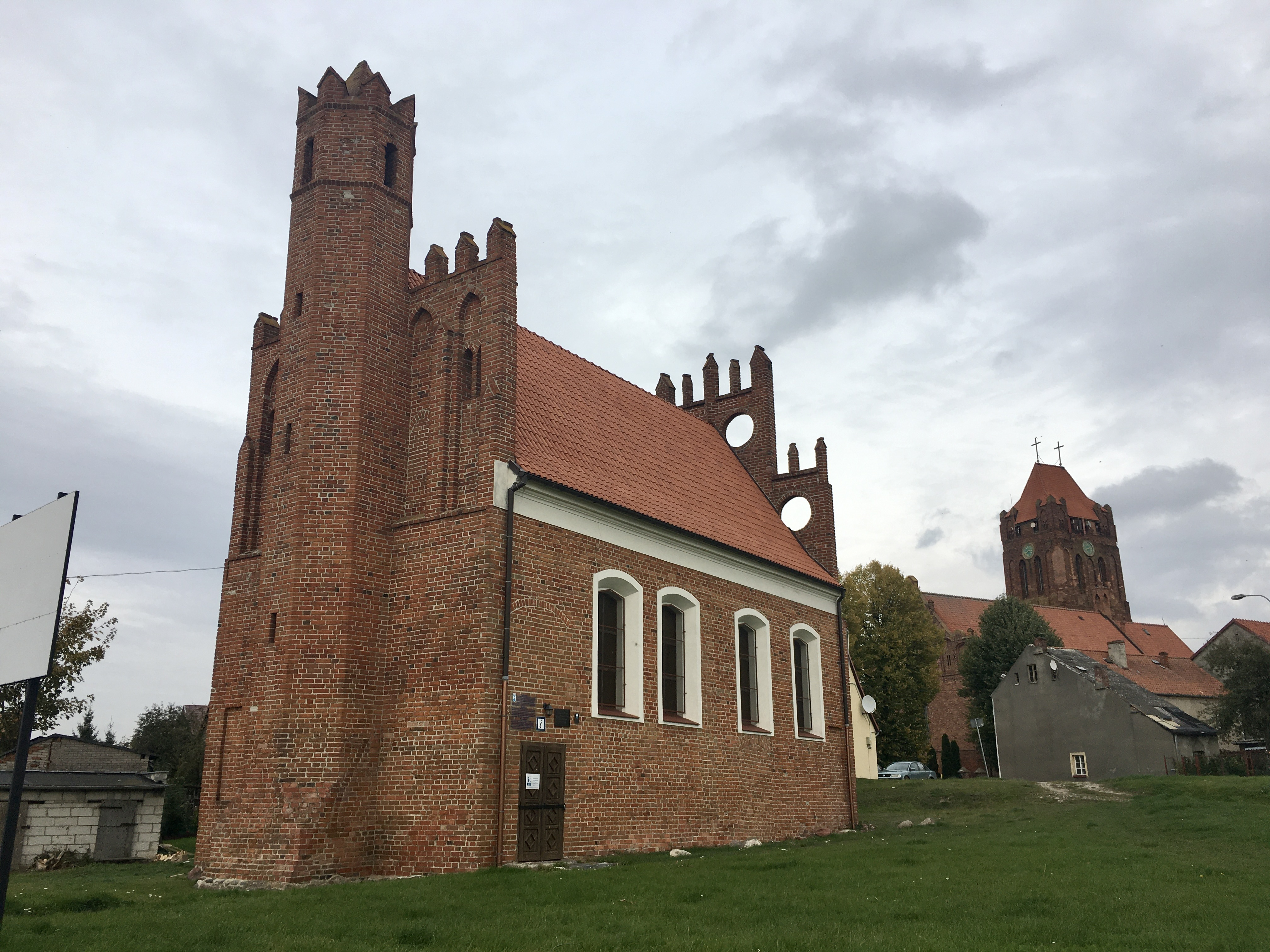
Igreja polonesa
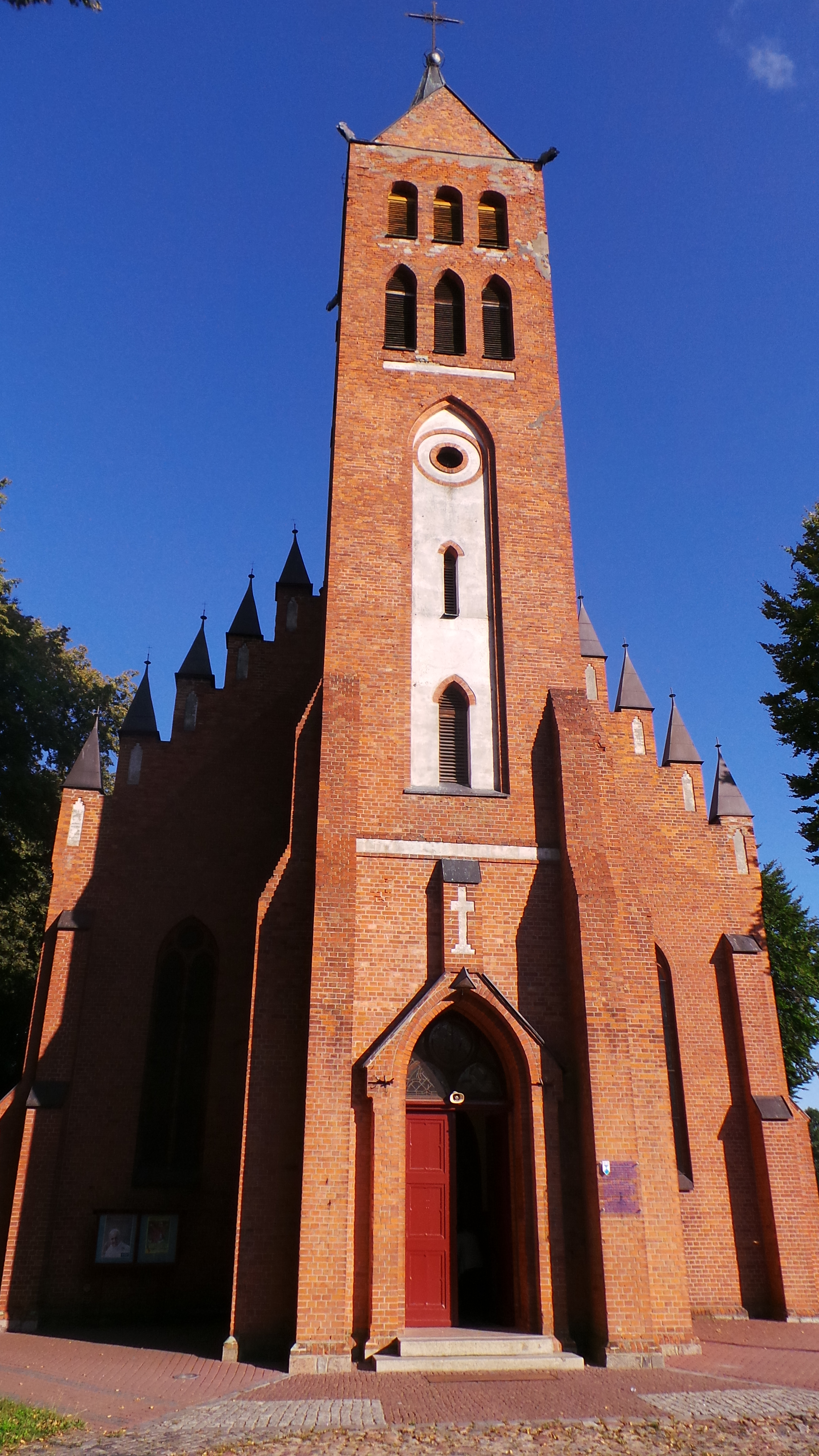
Igreja neogótica de Santo André
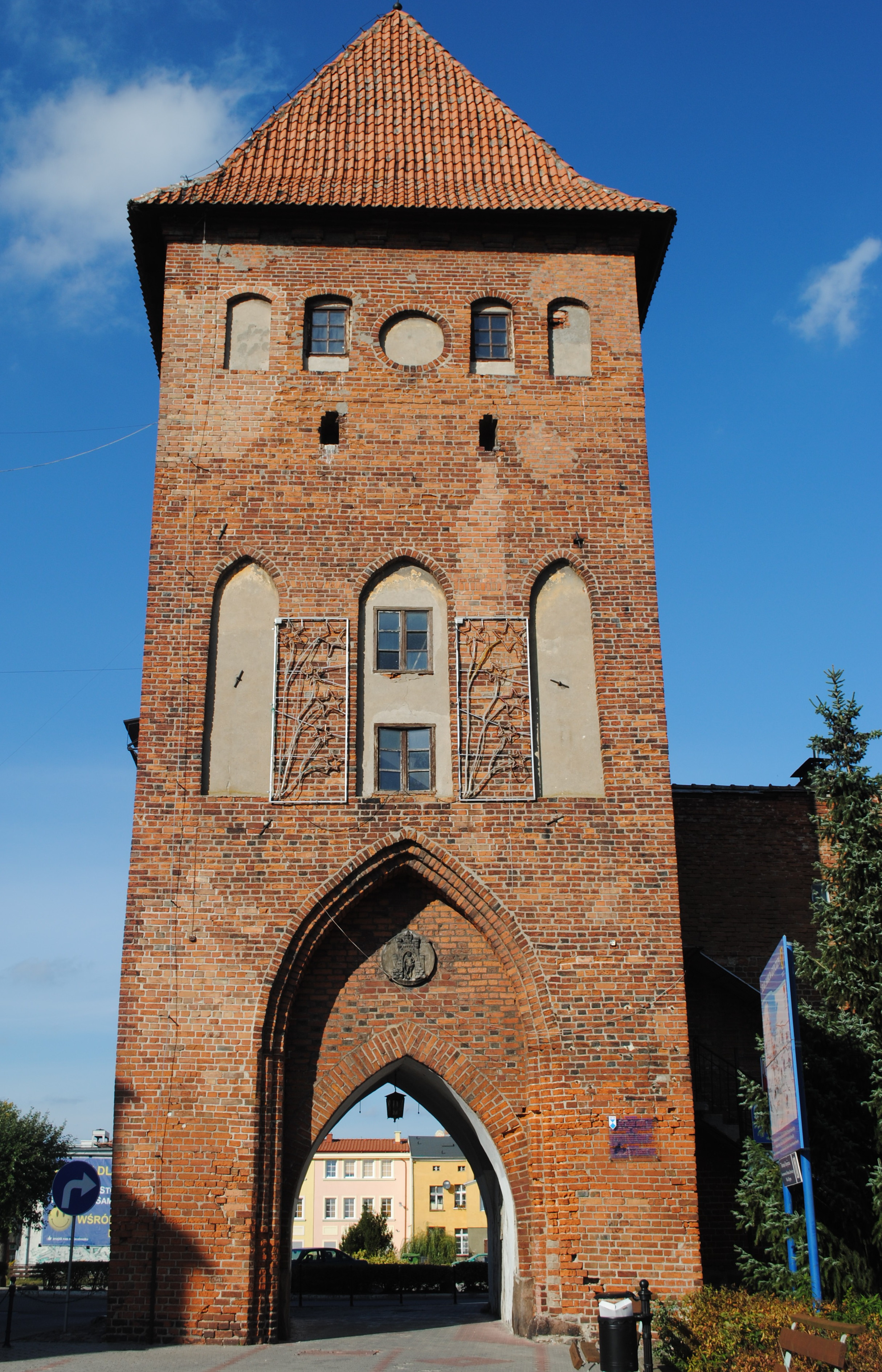
Portão de Kwidzyn
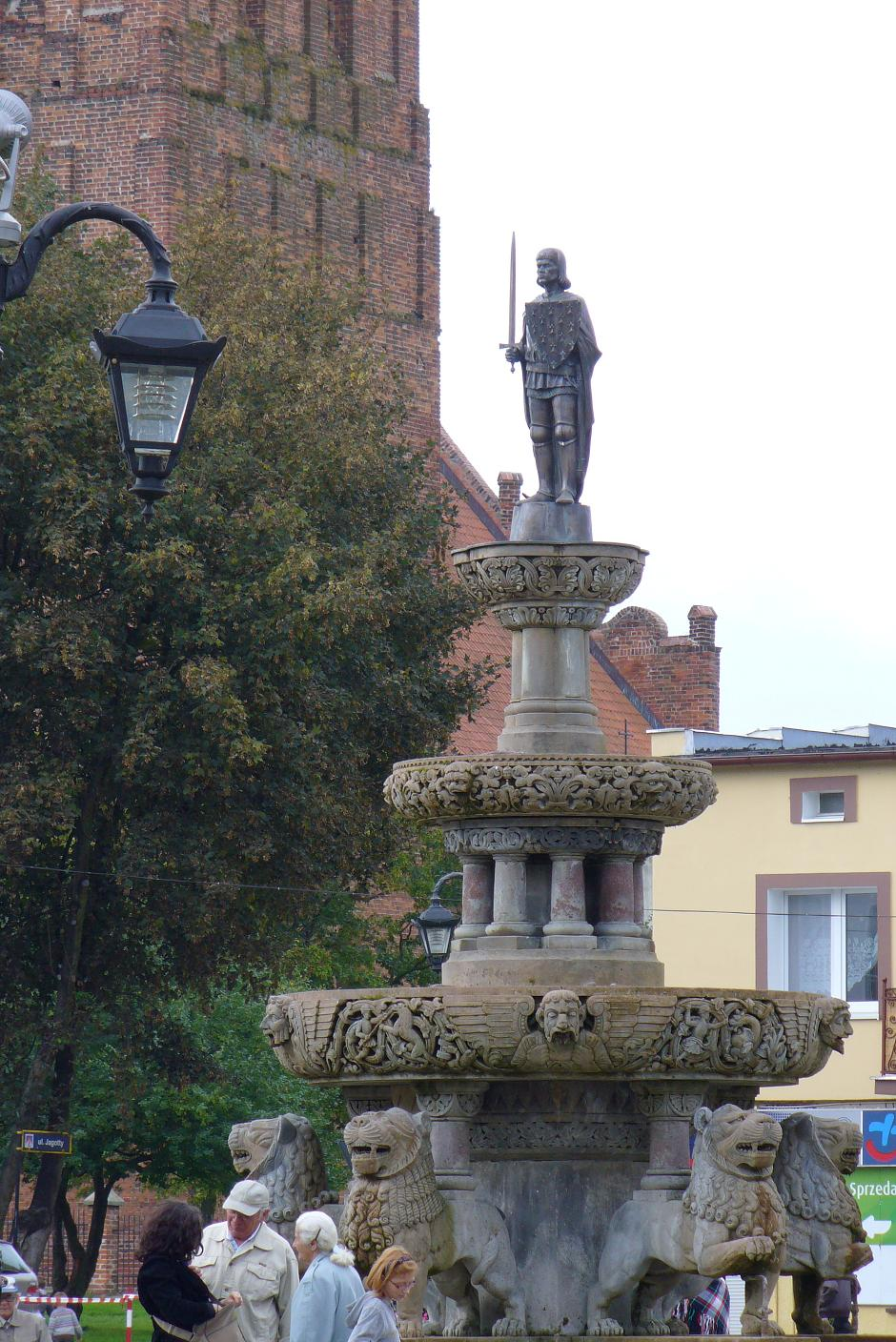
Fonte Ronald

Monumentos
- Memorial aos poloneses assassinados por nacionalistas ucranianos nas fronteiras orientais da República, na rua Kwidzyńska[27]
- Monumento ao Dr. Krauze na rua Grunwaldzka
- Estátua da Virgem Maria na rua Warszawska
- Placa em homenagem ao Dr. Krauze na rua Kuracyjny
- Monumento ao fundador do parque da cidade

## Transporte

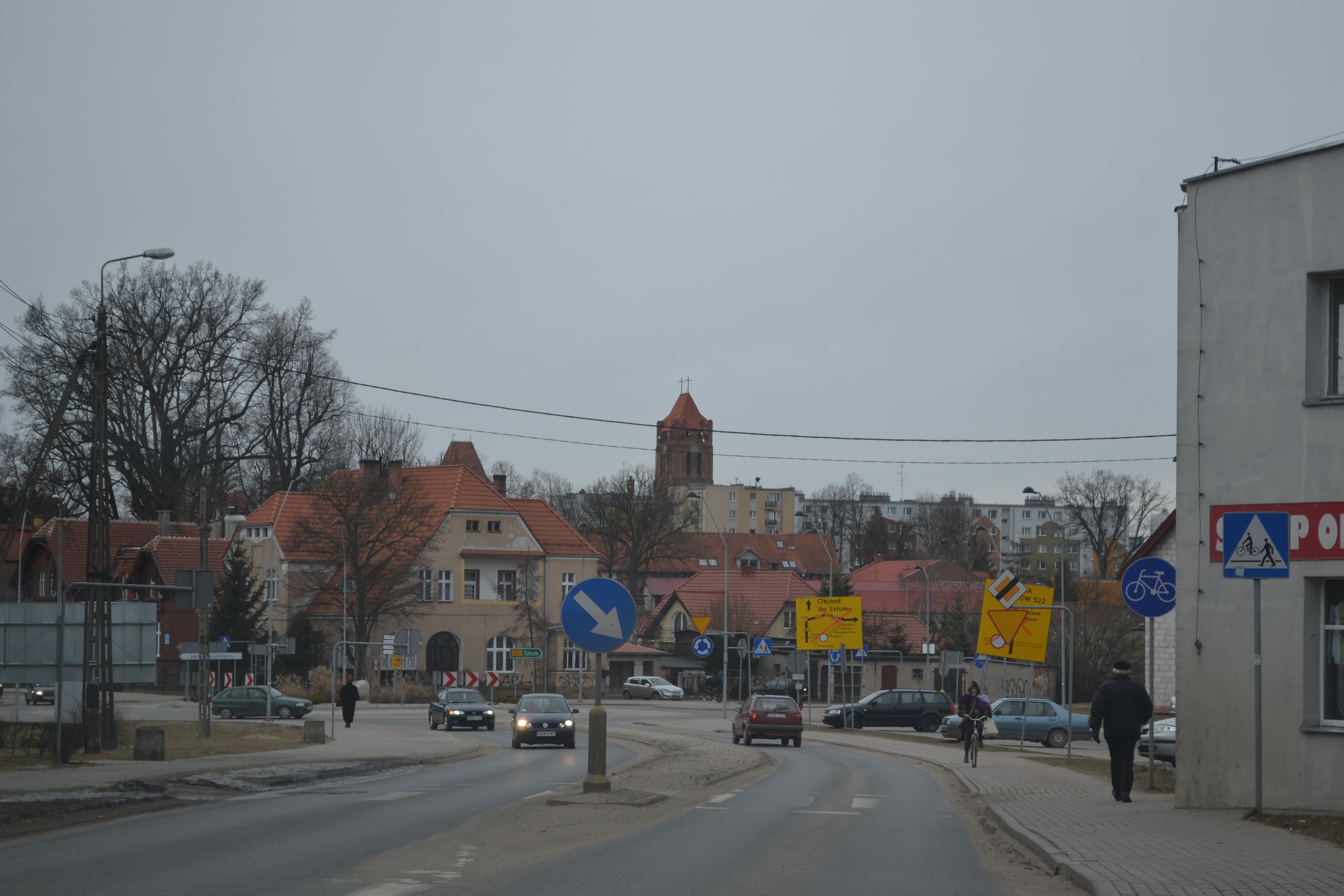
Estrada regional n.º 521 (rua Władysława Jagiełły), torre da cocatedral ao fundo

Transporte rodoviário
- Estrada provincial nº 520: Prabuty – Kamieniec
- Estrada provincial nº 521: Kwidzyn – Prabuty – Susz – Iława
- Estrada provincial nº 522: Sztum – Mikołajki Pomorskie – Prabuty – Kisielice

Transporte ferroviário
- Linha ferroviária Varsóvia — Gdynia
- Linha ferroviária Prabuty — Kwidzyn

## Ciclovias
- Trilha vermelha de Prabuty – Stare Miasto – Dołek – Szramowo – Laskowice – Orkusz – Gdakowo – Sypanica – Prabuty
- Trilha verde de Prabuty – Stare Miasto – Sanatorium – Kołodzieje – Gilwa – rio Liwa – Prabuty
- Trilha azul de Prabuty – Stare Miasto – Sanatorium – Obrzynowo – Jakubowo – Rodowo – Górowychy – Prabuty
- Trilha preta de Prabuty – Sanatorium – Grażynowo – Kowale – Pilichowo – Trumiejki – Jaromierz
- Trilha amarela de Prabuty – Stare Miasto – Obrzynowo – Jakubowo – Stążki – Rodowo – Górowychy – Gonty – Sypanica – Gdakowo – Orkusz – Laskowice – Szramowo – Prabuty

## Distritos e conjuntos habitacionais

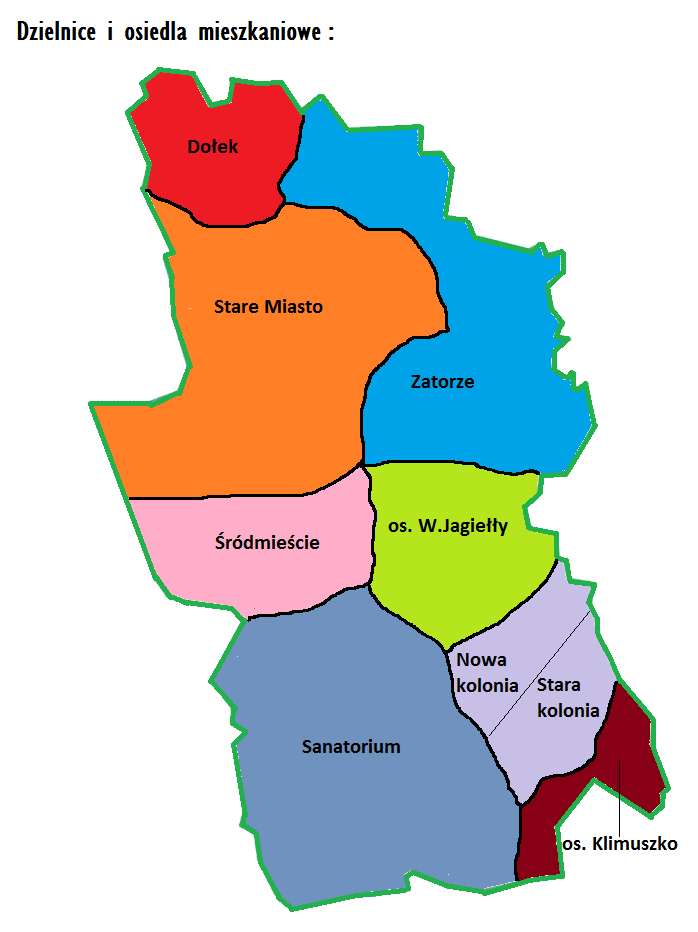
Distritos de Prabuty

Prabuty é dividida administrativamente em distritos, conjuntos habitacionais e uma zona econômica “Zatorze”. Na parte sudeste da cidade, o conjunto habitacional “Klimuszko” está em construção.
Stare Miasto (Cidade Velha)
- Stare Miasto
- Centrum
- Śródmieście (antigo subúrbio de Kwidzyn)

Subúrbio de Gniew
- Dołek
- Zacisze

Conjuntos habitacionais do sul
- Stara Kolonia
- Nowa Kolonia
- Sanatorium
- Conjunto habitacional do sul
- Conjunto habitacional Klimuszki — um conjunto recém-implantado
- Subúrbio de Kisielickie

Zona econômica
- Koszary
- Zatorze

Conjunto habitacional Ladislau Jagelão
- Conjunto habitacional I
- Conjunto habitacional II

## Meios de comunicação
A televisão a cabo Prabuty opera na área da cidade, e o Jornal Prabuty e o Notícias de Prabuty também são publicados.

## Esporte
Clubes esportivos
- Gryf VECRO Prabuty — basquetebol (clube que joga na III Liga)[28]
- Pogoń Prabuty — futebol (clube que joga na V Liga)[29]
- Wojtas Prabuty — futebol (clube esportivo municipal)[30]

Instalações esportivas
- Estádio de futebol e atletismo (rua Polna)
- Estádio de futebol e atletismo (rua Kuracyjna)
- Estádio municipal do MKS Pogoń Prabuty (rua Władysława Jagiełły)
- Complexo de campos esportivos "Orlik 2012
- Quadra de tênis (rua Władysława Jagiełły)
- Quadra de esportes na escola primária (rua Obrońców Westerplatte)
- Haras Prabuty-Julianowo
- Parque de skate

Parques e praças da cidade
- Parque da cidade (rua Parkowa — Zacisze)
- Praça da cidade (rua Grunwaldzka - Śródmieście)
- Praça João Paulo II (Praça do Mercado — Cidade Velha)
- Praça da cidade (rua Warszawska — Cidade Velha)

## Monumentos e reservas naturais
Há 24 monumentos naturais no município e a reserva natural de Lwieniec.

## Museus e centros de informações turísticas
Museus
- Capela do castelo (rua Zamkowa)
- Portão de Kwidzyn (rua Kwidzyńska)
- Sala do museu no Hospital Especializado (rua Kuracyjna)

Pontos de informações turísticas
- Sala de exposições Webner Zebrowski (rua Kwidzyńska)
- Capela do castelo (igreja polonesa) (rua Zamkowa)
- Centro Cultural e Esportivo Prabuty (rua Łąkowa)

## Comunidades religiosas
- Paróquia católica romana de Santo Adalberto, rua Warszawska, 19[31]
- Testemunhas de Jeová — igreja de Prabuty com o Salão do Reino